# Пул, Фиби
Фиби Пул (англ. Phoebe Pool, 1913[…], Лондон — 1971[…]) — британский историк искусства и шпионка в пользу Советского Союза.

## Биография
Пул родилась в 1913 году в Лондоне в семье Гордона Десмонда Пула и Агаты Элинор Берроуз. В раннем возрасте ей поставили диагноз «депрессия».
В 1931 году Пул выиграла стипендию в Сомервиль-колледже Оксфорда, куда она поступила в 1932 году, чтобы изучать историю. В 1934 году Пул была удостоена премии Дикина за историческое эссе, но её психическое заболевание помешало ей получить степень. После окончания университета она читала лекции в Ассоциации рабочего образования (WEA), а с 1942 года работала в репетиторской школе Westminster Tutors в Лондоне. Она также писала рецензии для The Spectator. Во время Второй мировой войны она работала в Службе противовоздушной обороны. В 1945 году она опубликовала поэтическую антологию под названием «Стихи о смерти».

### Историк искусства
В 1954 году Пул изучала историю искусств в качестве экстерна в Институте искусств Курто Лондонского университета. В 1957 году она с отличием получила степень бакалавра, а два года спустя защитила докторскую диссертацию на тему литературных и философских основ раннего творчества Пабло Пикассо. Её руководителем был Энтони Блант, который также был шпионом Советского Союза. Блант и Пул написали совместную книгу «Пикассо: годы становления: исследование его источников» (1962).
В 1964 году она начала преподавать по совместительству в Университете Рединга. Её книга об импрессионизме, изданная в 1967 году, имела большой успех. Большую часть своих исследований Пул проводила в библиотеке Института искусств Курто. Её стиль письма был простым, но не упрощённым.

### Советский шпион
В январе 1934 года в Лондон был направлен агент НКВД Арнольд Дейч. Питер Райт, автор книги «Ловец шпионов» (1987), утверждает, что Дейч создал шпионскую сеть, базирующуюся вокруг Оксфордского университета.
К ней относились Фиби Пул, Дженифер Харт, Бернард Флауд и Горонви Риз.
В 1963 году Майкл Стрейт подвергся проверке биографических данных в ответ на предложение о работе на государственном уровне в Вашингтоне, округ Колумбия, и решил добровольно сообщить другу семьи и специальному помощнику президента Артуру М. Шлезингеру-младшему о своих коммунистических связях в Кембридже. Это привело к непосредственному разоблачению Бланта как вербовщика шпионской сети «Кембриджская пятёрка», который 23 апреля 1964 года признался, что Артур С. Мартин был советским агентом, и назвал ещё двенадцать сообщников-шпионов, включая Фиби Пул. Блант рассказал Мартину, что Пул работала его курьером в 1930-х годах. МИ5 организовала встречу с Пул, в которой участвовала ещё одна сотрудница Курто — Анита Брукнер. Пул подтвердила историю Бланта и призналась, что передавала братьям Флоуд сообщения через Харта от «Отто», идентифицированного как Арнольд Дейч. Джон Костелло в своей книге «Маска предательства» (1988) отметил, что «это предполагает, что кембриджская группировка протянула свои щупальца в Оксфорд».
Фиби Пул покончила жизнь самоубийством в декабре 1971 года, бросившись под поезд.

## Избранная библиография
- Pool, Phoebe and Stephenson, Flora. Plan for Town and Country. London: Pilot Press, 1944.
- Pool, Phoebe. Poems of Death. 1945.
- Pool, Phoebe and Blunt, Anthony. Picasso: The Formative Years: a Study of his Sources. Greenwich, CT: New York Graphic Society, 1962.
- Pool, Phoebe. Degas. London: Spring Books, 1963.
- Pool, Phoebe. John Constable. Blandford, 1964.
- Pool, Phoebe. Impressionism. New York: Praeger, 1967.
- Pool, Phoebe. Delacroix. London: Hamlyn, 1969.
- Pool, Phoebe. Paul Gauguin. New York: Funk & Wagnalls, 1978.